# Ходзё Масако
Ходзё Масако (яп. 北条 政子; 1156 — 16 августа 1225) — японская политическая деятельница периода Камакура, жена первого сёгуна из рода Минамото — Минамото-но Ёритомо (1192—1199). За свое влияние на государственные дела Масако получила прозвище ама-сёгун, то есть монахиня-сёгун.

## Биография
Происходила из рода Ходзё. Старшая дочь влиятельного феодала Ходзё Токимасы (1138—1215), родственника клана Тайра. Детство пришлось на период смуты Хогэн. Отец воспитывал её как воина, Масако научилась охоте, верховой езде, рыболовству. Кроме того, она всегда завтракала вместе с мужчинами. Около 1179 года Масако вышла замуж за Минамото-но Ёритомо (1147—1199).
Ходзё Масако увлеклась политическими делами и интригами во время борьбы её супруга с кланом Тайра. После того, как Минамото утвердился на должность сёгуна, Масако также помогала последнему советами. После смерти Ёритомо в 1199 году новым сёгуном стал сын Масако — Минамото-но Ёрииэ (1202—1203). Она приняла монашество, но не отошла от политики и помогала своему отцу сохранять власть Ходзё при дворе сёгуна в Камакуре. Первым ее шагом было формирование совета «старейшин» (сюкуро) с целью сдерживания власти своего собственного сына Ёрииэ. Последний был взбешен этими мерами своей матери и обратился за поддержкой к роду Хики, который тогда был основным политическим противником рода Ходзё. Согласно «Адзума Кагами», Масако подслушала разговор Ёрииэ, из которого поняла, что он вошел в сговор с кланом Хики с целью убить её отца Ходзё Токимасу. Масако сразу доложила обо всем отцу. Была ли эта история правдива или информация дошла до Токимаса другим путем, неизвестно. Ходзё Токимаса отреагировал первым: устранил руководство клана Хики осенью 1203 года. Лишенный своих союзников, сёгун Минамото-но Ёрииэ был отправлен в ссылку в провинцию Идзу и впоследствии убит.
Следующим сёгуном был объявлен его младший брат, 11-летний Минамото-но Санэтомо (1203—1219). В это время произошел разрыв между Масако и её отцом Токимасой. Токимаса забрал к себе сёгуна Санэтомо, ранее проживавшего с Масако. После этого Ходзё Токимаса стал самым могущественным человеком в правительстве Камакура, основав ставку мандокоро, откуда осуществлял свою власть как регент при Минамото-но Санэтомо.
Масако вместе со своим братом Ходзё Ёситоки в 1205 году свергла их отца Токимасу, обвинив последнего в заговоре против сёгуна Санэтомо. Фактическими правителями Японии стали Ходзё Ёситоки и Масако. В 1218 году она отправилась в Киото, где предложила императору Го-Тоба отдать одного из его сыновей (принца Нагахито) для усыновления в качестве наследника бездетного Санэтомо. После убийства в 1219 году Минамото-но Санэтомо Масако с Ёситоки сделали следующим сёгуном Фудзивара-но Ёрицунэ (дальнего родственника Минамото-но Ёритомо), известного также как Кудзё Ёрицунэ. Император отказался признать это назначение и пытался в 1221 году вернуть себе верховную власть, однако потерпел неудачу.
После смерти в 1224 году сиккэна Ходзё Ёситоки род Ига устроил заговор с целью свержения власти рода Ходзё. Для этого привлекли на свою сторону влиятельного Миуру Ёсимуру. Узнав об этом, Масако лично встретилась с Ёсимурой и убедила его сохранить верность Ходзё. Этим она способствовала получению титула сиккэна своему племяннику, Ходзё Ясутоки. Масако скончалась в следующем году.